# Urban Gad
Peter Urban Gad (12 februari 1879 - 26 december 1947) was een Deense filmregisseur. Hij regisseerde 40 films tussen 1910 en 1927. Zijn vrouw Asta Nielsen speelde in 30 van zijn films, waaronder in zijn debuutfilm Afgrunden uit 1910. Urban Gad en Asta Nielsen verhuisden in 1911 naar Duitsland, waar Gad werkte tot 1922.
De oom van Urban Gad was Paul Gauguin.
- Bibsys: 98007015
- Biblioteca Nacional de España: XX6531686
- Bibliothèque nationale de France: cb146802108 (data)
- Gemeinsame Normdatei: 127450076
- International Standard Name Identifier: 0000 0000 5958 9893
- Library of Congress Control Number: no2013063165
- Nationale Bibliotheek van Tsjechië: pna2012706326
- Nationale Bibliotheek van Polen: a0000003700641
- Nederlandse Thesaurus van Auteursnamen: 157351556
- Système universitaire de documentation: 164900330
- Virtual International Authority File: 47783941
- WorldCat: E39PBJtxb4M8pYqwyHfBTFCbBP